# Disseny de moda

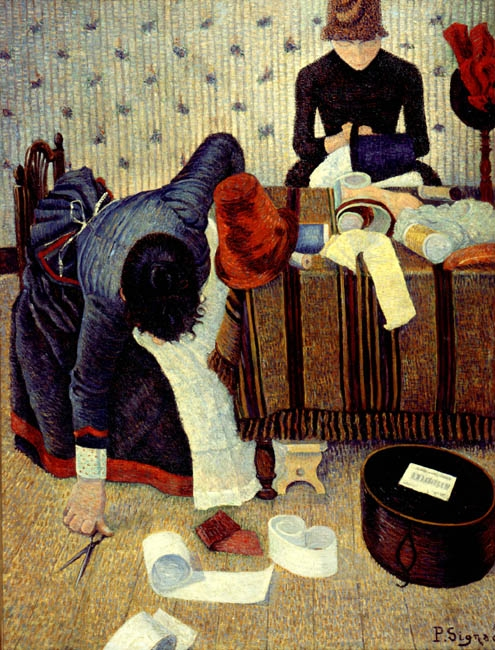
Dues costureres, Rue du Claire

El disseny de moda és la branca del disseny orientada a la conceptualització de peces de vestir així com d'altres productes relacionats amb la indústria tèxtil. Entre les principals especialitzacions destaquen el disseny de patronatge, el disseny de calçat i el disseny de joies. El disseny de moda està influenciat per la cultura i la societat i ha variat segons el transcurs del temps i el lloc.
Els dissenyadors de moda s'esforcen a dissenyar roba que sigui funcional a la vegada que sigui estèticament agradable. Disposen d'una gran varietat i combinacions de materials per a treballar i una àmplia gamma de colors, dissenys i estils per a escollir. Tot i que la majoria de roba emprada per l'ús diari es troba dintre d'un rang estret dels estils convencionals, les peces inusuals solen ser buscades per ocasions especials, tal com vestits de nit o vestits de festa.
Algunes peces de roba estan fetes específicament per a un individu, com és el cas de l'alta costura o la sastreria fet a mida. Avui en dia, la majoria de roba està dissenyada per al mercat de masses, especialment la roba casual i del dia a dia.

## Estructura
Els dissenyadors de moda poden treballar de nombroses maneres diferents. Els dissenyadors independents treballen per si mateixos, venent els seus dissenys a empreses de moda, directament a botigues o als fabricants de moda. Les peces de roba porten l'etiqueta del comprador. Alguns dissenyadors de moda creen les seves pròpies etiquetes, sota les que comercialitzen els seus dissenys. Alguns dissenyadors de moda són treballadors per compte propi i dissenyen per clients individuals. La majoria dels dissenyadors de moda, però, treballen per a fabricants de roba, creant dissenys d'home, dona, i de nens per al mercat massiu.

## Història
Article principal: History of fashion design
Es considera que el disseny de moda es va iniciar en el segle xix amb Charles Frederick Worth, que va ser el primer dissenyador a tenir la seva pròpia marca cosida en la roba que ell va crear. Abans de la seva primera merceria, va establir la seva maison couture (casa de moda) a París, el disseny de roba i la creació van anar a càrrec en gran manera de les costureres anònimes, i l'alta costura venia de l'emprada en les corts reals.
L'èxit de Worth va ser tal que va ser capaç de dictar als seus clients el que s'havien de posar. El terme couturier va ser, de fet, creat per primera vegada amb el fi de descriure'l. Si ve totes les peces de vestir de qualsevol període són estudiades pels acadèmics com a disseny de vestuari, només la roba creada després del 1858 és considerada com a disseny de moda.
Va ser durant aquest període que moltes cases de disseny van començar a contractar artistes per a fer esbossos o pintar dissenys per a peces de vestir. Les imatges eren mostrades als clients, sent més barat que la producció d'una peça de mostra real. Si al client li agradava el seu disseny, ordenaven la peça guanyant els diners respectius de la seva venda. Per tant, la tradició dels dissenyadors de fer un esbós dels dissenys en comptes de presentar les peces acabades com a model als clients, va començar per un tema econòmic.

## Tipus de moda
Les peces de vestir produïdes pels fabricants de moda, es classifiquen en tres categories principals tot i que aquests poden ser classificats en categories addicionals més especifiques.

### Alta costura
Consisteix en la roba dissenyada i fabricada específicament per a cada client. Una peça d'alta costura està feta a mida per a cada client individual, i en general, es fa d'alta qualitat, teixits cars, cosit amb extrema atenció als detalls i a l'acabat, utilitzant molt sovint tècniques executades a mà que requereixen molt de temps.

### Prêt-à-porter
És un mix entre l'alta costura i el mercat de masses. No estan fetes per a clients individuals, però tenen gran cura en l'elecció i el tall de la tela. La roba es fabrica en petites quantitats per garantir l'exclusivitat, amb el que és bastant cara. Les col·leccions es presenten normalment cada temporada per les empreses de moda en un període conegut com la Setmana de la Moda.

### Mercat de masses
Actualment la indústria de la moda es basa més en les vendes del mercat de masses. El mercat de masses és apte per a una àmplia gamma de clients i en la producció de les peces per aquest sector s'utilitzen tendències marcades per les grans firmes de moda presta. Amb el fi d'estalviar temps i diners, utilitzen teles més barates i les tècniques de producció més simples que puguin ser fàcilment realitzades a través de maquines. Per tant, el producte final pot ser venut molt més barat.

## Termes del disseny de moda
- Un dissenyador de moda concep les combinacions de peces de vestir de la línia, proporció, color i textura. Encara que la costura i les habilitats de creació de patrons són beneficioses, no són un prerequisit de disseny de moda amb èxit.
- Un dissenyador tècnic treballa amb l'equip de disseny i amb les diferents fàbriques per garantir la correcte construcció de les peces de vestir així com les millors opcions. El dissenyador tècnic, ajusta les peces de vestir en un model, i decideix quin els tipus d'ajustos o canvis a fer abans de passar a realitzar la producció massiva de la peca de vestir.
- Un patronista redacta les formes i mides de les peces de vestir i ho plasma a través del patró. Això es pot fer manualment amb paper i les eines de mesura corresponents o utilitzant determinats programes d'ordinador. Les peces del patró resultant, poden ser construïdes per produir el disseny previst de la peça així com les mides requerides.
- Un sastre fa les peces dissenyades per encàrrec del client a mida.
- Un dissenyador tèxtil dissenya teixits de tela i estampats per a roba i complements. La majoria de dissenyadors tèxtils són formats en escoles especialitzades.
- Un estilista coordina la roba, joies i accessoris utilitzats en la fotografia de moda i en les presentacions en les passarel·les. Un estilista també pot treballar amb un client individual. Molts estilistes estan capacitats en disseny de moda, la història de la moda, i el vestit històric, i tenen un alt nivell d'experiència en el mercat de la moda actual i tendències futures del mercat. No obstant això, alguns simplement tenen un fort sentit estètic per triar i posar grans looks junts.